# Talla
Talla – miejscowość i gmina we Włoszech, w regionie Toskania, w prowincji Arezzo.
Według danych na styczeń 2009 gminę zamieszkiwało 1160 osób przy gęstości zaludnienia 19,3 os./1 km².